# Matagalpa (departament)
Matagalpa – jeden z 15 departamentów Nikaragui, położony w środkowej części kraju. Ośrodkiem administracyjnym jest miasto Matagalpa (59,4 tys. mieszk.).
Departament Matagalpa to wyżynno-górzysty obszar. Przepływa przez niego rzeka Río Grande de Matagalpa.
Jest to ważny okręg uprawy kawy.

## Gminy (municipios)
1. Ciudad Darío
2. Esquipulas
3. Matagalpa
4. Matiguas
5. Muy Muy
6. Rancho Grande
7. Río Blanco
8. San Dionisio
9. San Isidro
10. San Ramón
11. Sébaco
12. Terrabona
13. Tuma-La Dalia